# 下仲順子
下仲 順子（しもなか よしこ、1941年8月13日 - ）は、日本の心理学者。文学博士（関西学院大学・1986年）、臨床心理士。専門は、高齢者心理学・人格心理学・心理検査。大阪府生まれ。

## 経歴
- 1964年 関西学院大学大学文学部心理学科卒業。
- 1966年 関西学院大学文学研究科心理学専攻修士課程修了。
- 1966年 榎坂病院臨床心理室。
- 1967年 大阪府立公衆衛生研究研究所。
- 1973年 東京都老人総合研究所。
- 1987年 - 7月　関西学院大学　文学博士　論文の題は「老年期の人格特徴の研究 : : 自己概念を中心に、文章完成テストからのアプローチ 」[1]。
- 2000年 文京学院大学教授。
- 2009年 文京学院大学人間学部学部長。

## 研究分野
- 創造性の加齢過程に関する研究
- 中高年期におけるライフイベントと精神的健康
- NEO-PI-R人格検査による高齢期の人格に関する研究
- 人格の５特性（Big Five）に関する異文化比較研究

## 著書
- 『老人の心理がわかる本』 2000年 河出書房新社  ISBN 4309502032